# 西潟健太
西潟　健太（にしがた　けんた、1987年9月23日 - ）は、新潟県北蒲原郡安田町出身の日本の柔道選手。階級は100 kg超級。身長193cm。体重130kg。組み手は左組み（両方の組み手が可能）。段位は四段。得意技は大外刈。現在は旭化成を退職し、プレデンシャル生命保険会社に在籍している。

## 経歴
柔道は6歳の時に安田町スポーツ少年団で始めた。安田中学から桐蔭学園高校に進学すると、2年の時には高校選手権団体戦で優勝した。3年の時には金鷲旗で優勝すると、インターハイ個人戦100kg級で2位になった。国体少年男子の部では神奈川県の優勝に貢献した。その後国士舘大学に進むと、1年の時には全日本ジュニアで3位となった。2年の時には全日本学生柔道優勝大会で優勝を飾った。4年の時には学生体重別で優勝して初の個人戦での全国タイトルを獲得した。2010年には旭化成所属になると、実業個人選手権で2位となった。その後階級を100kg超級に変更すると、2012年の実業団体では優勝に貢献した。また、実業個人でも大学と会社の2年後輩にあたる百瀬優を破って優勝を飾った。2013年には実業団体と実業個人でそれぞれ2連覇を達成した。2014年の全日本選手権九州予選では、準々決勝で九州電力の七戸龍を判定で破るなどして2位となった。全日本選手権では準々決勝で七戸と対戦すると、先に有効2つを取られながら終盤に袈裟固で逆転勝ちするなど、全て一本勝ちで準決勝まで進むものの、京葉ガスの上川大樹に送足払で敗れて3位だった。実業個人では3連覇を飾った。
講道館杯では大学の3年後輩となる京葉ガスの岩尾敬太と対戦して指導3でリードするも、終了間際に有効で逆転負けして2位にとどまった。2015年の選抜体重別では準決勝で七戸を指導3で破ると、決勝でも会社の後輩である王子谷剛志を袈裟固で破って初優勝を飾った。なお、七戸にはこれで5戦5勝となった。続く全日本選手権の準決勝では、七戸に小外刈で6度目の対戦にして初めて敗れて3位にとどまった。5月のアジア選手権では個人戦でウズベキスタンのアブドゥロ・タングリエフに有効で敗れて3位にとどまったが、団体戦では優勝を飾った。7月のグランプリ・ウランバートルでは準決勝でバトトルガ・テムーレンに一本勝ちするなどしてIJFワールド柔道ツアー初優勝を飾った。10月のグランプリ・タシュケントでもタングリエフに雪辱を果たして優勝を飾った。11月の講道館杯では決勝で上川に有効で敗れて前年に続き2位にとどまった。

## 戦績
100kg級での戦績
- 2005年 - 高校選手権 団体戦 優勝
- 2005年 - 金鷲旗 優勝
- 2005年 - インターハイ 2位
- 2005年 - 国体 少年男子の部 優勝
- 2006年 - 全日本ジュニア 3位
- 2006年 - 講道館杯 5位
- 2007年 - 全日本学生柔道優勝大会 優勝
- 2008年 - 全日本学生柔道優勝大会 3位
- 2008年 - 体重別団体 2位
- 2009年 - 全日本学生柔道優勝大会 3位
- 2009年 - 学生体重別 優勝
- 2009年 - 体重別団体 3位
- 2010年 - 実業個人選手権 2位
- 2011年 - 実業団体 3位

100kg超級での戦績
- 2012年 - 実業団体 優勝
- 2012年 - 実業個人選手権 優勝
- 2013年 - 実業団体 優勝
- 2013年 - 実業個人選手権 優勝
- 2014年 - 全日本選手権 3位
- 2014年 - 実業団体 優勝
- 2014年 - 実業個人選手権 優勝
- 2014年 - 講道館杯 2位
- 2014年 - グランプリ・青島 3位
- 2015年 - 選抜体重別 優勝
- 2015年 - 全日本選手権 3位
- 2015年 -　アジア選手権　個人戦　3位　団体戦　優勝
- 2015年 - 実業団体 優勝
- 2015年 - グランプリ・ウランバートル　優勝
- 2015年 - 実業個人選手権 3位
- 2015年 - グランプリ・タシュケント　優勝
- 2015年 - 講道館杯 2位
- 2016年 -　全日本選手権 5位
- 2016年 - 実業団体 2位
- 2016年 -　実業個人選手権　2位

(出典、JudoInside.com)。